# Bagaliy Dabo
Pour les articles homonymes, voir Dabo (homonymie).
Bagaliy Dabo, né le 27 juillet 1988 à Clichy, est un footballeur franco-sénégalais, jouant au poste d'attaquant à l'Apollon Limassol.

## Biographie
Bagaliy Dabo fait ses débuts en football en 2006 avec l'équipe réserve du Football Club Lorient. Deux ans plus tard, il quitte le club breton et intègre la quatrième division avec l'Union sportive d'Ivry football. Deux saisons plus tard et après avoir signé des bons résultats, il est suivi par l'Union sportive Orléans Loiret football et l'Union sportive Créteil-Lusitanos. Finalement, c'est avec le club francilien qu'il signe. 
En deux saisons, il marque une vingtaine de buts et remporte le championnat de France de football National en 2013 ; toutefois, il ne trouve pas d'accord avec son club et signe au Football Club Istres Ouest Provence, évoluant en Ligue 2. Il joue ainsi ses premiers matchs professionnels avec le club provençal. Finalement, après une saison à Istres, il retourne à Créteil, jouant en Ligue 2 après son titre en National obtenu en 2013 avec Dabo.
En 2016, il rejoint le FK Qabala, club azéri.
Le 4 juillet 2020, il s'engage avec le club chypriote de l'Apollon Limassol.

## Palmarès
- National : Champion en 2013 avec l'Union sportive Créteil-Lusitanos
- Vainqueur du championnat de Chypre de football en 2021-2022